# Mangandithionat
Mangandithionat ist eine anorganische Verbindung aus der Gruppe der Dithionate.

## Herstellung und Entstehung
Mangandithionat kann hergestellt werden, indem Schwefeldioxid durch eine kalte Lösung von Mangandioxid geleitet wird. Es fällt auch als unerwünschtes Nebenprodukt in der Verarbeitung von Manganerz an, wenn Pyrolusit mit Schwefeldioxid zu Mangansulfat umgesetzt wird.

## Eigenschaften
Die Reaktion von Mangandithionat mit Ammoniumcarbonat ergibt Ammoniumdithionat. Durch Reaktion mit Bariumhydroxid wird Bariumdithionat gebildet.